# Chimeneas
Chimeneas è un comune spagnolo di 1 483 abitanti situato nella comunità autonoma dell'Andalusia.